# Conrad Nordqvist

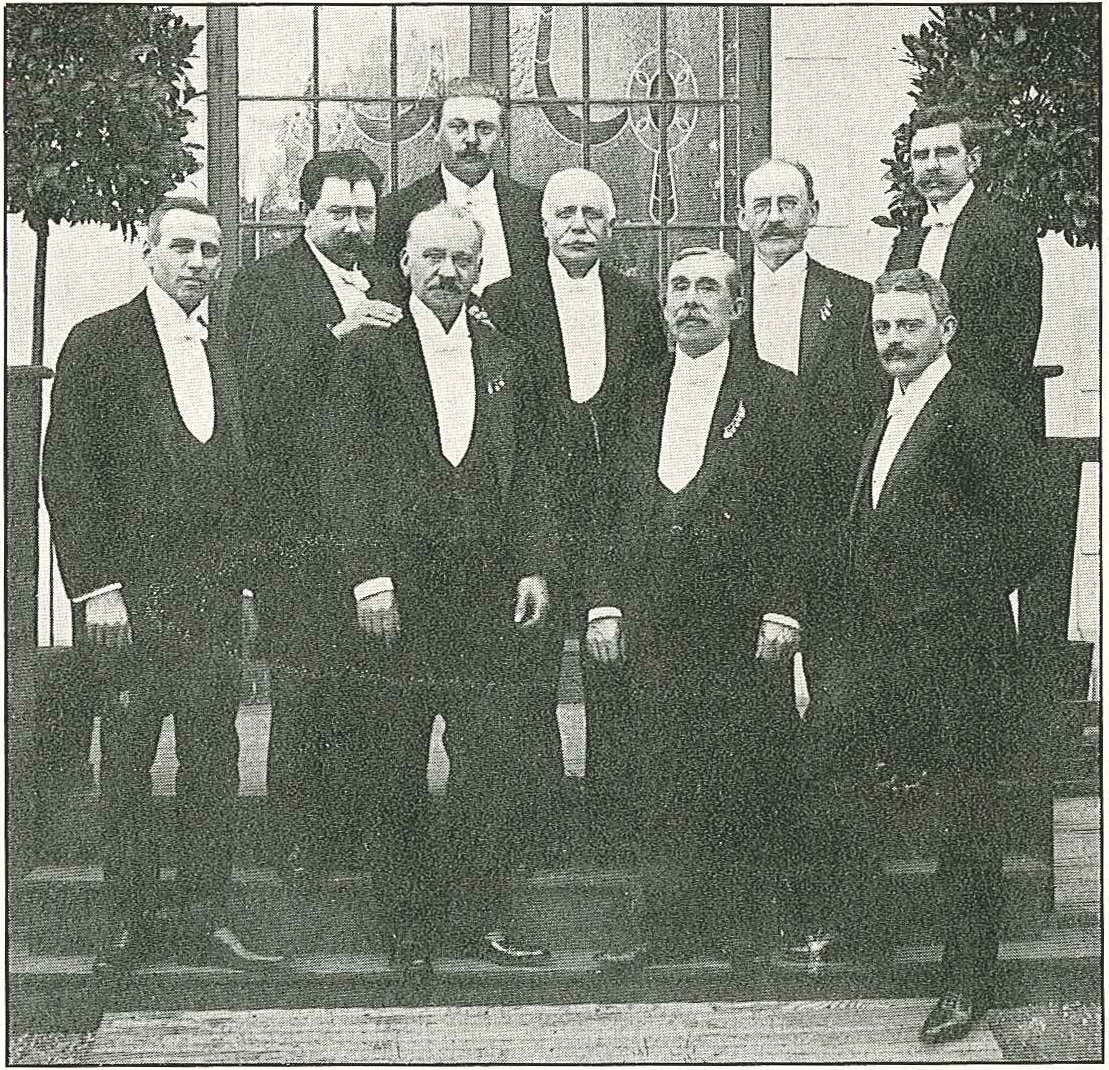
Conrad Nordqvist står näst längst till höger i främre raden på detta gruppfoto från kammarmusikfestivalen i Ystad 1910. För uppgift om övriga personer på bilden, se artikeln Salomon Smiths Kammarmusikförening.

Johan Conrad Nordqvist, född 11 april 1840 i Vänersborg, Älvsborgs län, död 16 april 1920 Hedvig Eleonora församling, Stockholm, var en svensk musiker och under en tid förste hovkapellmästare på Kungliga Teatern i Stockholm.

## Biografi
Nordqvist blev vid åtta års ålder elev vid Västgöta-Dals regementes musikkår och följde kåren ut i Schleswig-holsteinska kriget 1848. 1856 antogs han vid Musikaliska Akademien och blev försteviolinist vid Ladugårdslandsteatern i Stockholm, 1859 blev han altviolinist i hovkapellet och 1862-1876 var han musikanförare vid Kungl. Teaterns balett.
1864 blev han musikdirektör vid Marinregementet och 1865-1874 var han musikdirektör vid Jönköpings regemente. 1867-68 vistades han i Dresden och Berlin. 1870 blev han ledamot av Musikaliska Akademien, 1875 organist i Storkyrkan, 1875-1876 dirigent för Stockholms Allmänna Sångförening 1876 kormästare vid kungliga lyriska scenen, 1879 andre samt 1885 förste kapellmästare och hovkapellmästare. 1888 skrev han kontrakt med regeringen om att få överta ledningen för Operan, eftersom statsanslaget dragits in. Nordqvist hade god framgång med att driva Operan under några år men 1892 lämnade han direktörsbefattningen och utnämndes samtidigt till förste hovkapellmästare. Som sådan dirigerade han operor och symfonikonserter 1895-1908. Därefter var han lärare i orkester- och ensemblespelning vid konservatoriet.

## Kompositioner
Tillsammans med Ivar Hallström komponerade och instrumenterade Nordqvist baletterna En dröm och Ett äfventyr i Skottland. Han komponerade även pianostycken, visor, fest- och sorgmarscher. Av de senare blev särskilt Sorgmarschen vid Karl XV:s begravning populär. 1894-97 ledde Nordqvist den kommitté som utarbetade musik till svenska mässan.

## Utmärkelser
- Konung Oscar II:s och Drottning Sofias guldbröllopsminnestecken, 1907.[7]
- Konung Oscar II:s jubileumsminnestecken, 1897.[7]
- Kommendör av andra klassen av Vasaorden, 16 juni 1902.[8]
- Riddare av Nordstjärneorden, 1890.[9]
- Kommendör av andra klassen av Norska Sankt Olavs orden, senast 1915.[7]
- Officer av Franska Hederslegionen, senast 1915.[7]